# J'J Hey! Say! JUMP 髙木雄也&知念侑李 ふたりっきり フランス縦断各駅停車の旅
『J'J Hey! Say! JUMP 髙木雄也&知念侑李 ふたりっきり フランス縦断各駅停車の旅』（ジェイズジャーニー ヘイセイジャンプ たかきゆうや あんど ちねんゆうり ふたりっきり ふらんすじゅうだんかくえきていしゃのたび）は、日本テレビで2012年10月2日から12月18日まで放送されたジャニーズ事務所所属タレントによる旅番組「J'Jシリーズ」の第3弾。

## 概要
Hey! Say! JUMPの髙木雄也と知念侑李が、フランスのパリからニースまでのおよそ2000kmを各駅停車のみで縦断する、J'Jシリーズ初の二人旅。
毎日、交換日記を交わすことがルールとなっている。

## 出演者
- 髙木雄也（Hey! Say! JUMP）
- 知念侑李（Hey! Say! JUMP）
- 八乙女光（Hey! Say! JUMP）- スタジオトークのみ
- 薮宏太（Hey! Say! JUMP）- スタジオトークのみ

## ネット局
| 放送対象地域 | 放送局                | 系列           | 放送期間                 | 放送日時                     | 備考   |
| ------------ | --------------------- | -------------- | ------------------------ | ---------------------------- | ------ |
| 関東広域圏   | 日本テレビ（NTV）     | 日本テレビ系列 | 2012年10月2日 - 12月18日 | 火曜 1:29 - 1:59（月曜深夜） | 制作局 |
| 宮城県       | ミヤギテレビ（MMT）   | 日本テレビ系列 | 2013年2月2日 - 4月20日   | 土曜 17:00 - 17:30           |        |
| 長崎県       | 長崎国際テレビ（NIB） | 日本テレビ系列 | 2013年7月3日 - 9月25日   | 水曜 1:28 - 1:58（火曜深夜） |        |

## DVD、Blu-ray
- J'J Hey! Say! JUMP 髙木雄也&知念侑李 ふたりっきり フランス縦断各駅停車の旅 DVDBOX&Blu-rayBOX(バップ、2013年3月27日)